# 児玉泰
児玉 泰（こだま やすし、1935年7月19日 - 2024年2月7日）は、愛媛県東宇和郡宇和町出身のプロ野球選手。ポジションは投手。1954年から1957年までは空谷 泰（そらたに やすし）。

## 来歴・人物
宇和中学校時代から好投手として注目を集めており、松山商業高校への進学を希望していた。しかし、学区制の問題で受験できないことから、松山市土橋町にある親戚に戸籍上の養子（いわゆる野球養子）に入り、児玉から空谷に改姓した。
松山商業ではエースピッチャーとして活躍。2年生の1952年に夏の甲子園に出場。津久見高、鳴門高を降し準々決勝に進むが、八尾高の木村保と投げ合い完封負けを喫する。1年上のチームメートに三塁手の佐野洋右（大映スターズ）がいた。翌1953年の夏の甲子園にも連続出場。準決勝までの試合は全試合一人で投げ、すべて完封勝利で決勝進出。決勝は同じ四国の土佐高と対戦し、試合は9回を終わって2－2で延長戦となり、延長13回表に松山商業が1点を入れ、優勝を決めた。この試合もたった一人で13回を投げきっている。高校同期に二塁手の小川滋、中堅手の菅野寿彦、1年下には一塁手の千葉英二がおり、いずれも中日ドラゴンズに入団している。
後述の空谷事件を経て、1954年に中日ドラゴンズへ入団。松山商業を卒業したため、空谷姓を名乗る必要はなくなったが、甲子園で優勝するなどで名前が売れてしまったため、このまま空谷を名乗る。同年から先発陣に入って7勝を挙げ、杉下茂・石川克彦・徳永喜久夫らと共に中日初のリーグ優勝に貢献。西鉄ライオンズとの日本シリーズでも1試合に登板した。1956年に11勝（5敗）と初の二桁勝利を記録。翌1957年は2年連続二桁となる10勝を挙げるとともに、初めて規定投球回に達して防御率2.84でリーグ10位に入った。この年の7月31日の対大洋ホエールズのダブルヘッダー（川崎球場）では第1試合に完投勝利を収め、試合後は球場内の風呂に入っていた。しかし、天知俊一監督が第2試合のメンバー表の先発投手の欄に伊奈努と書くつもりが、勘違いから児玉の名を書いて提出してしまった。場内放送でも案内されたために訂正がきかず、空谷は急遽風呂から出されてユニフォームに着替え、先頭打者を4球で打ち取ってようやくマウンドを降りることができた。
1958年になってようやく旧姓の児玉に戻る。同年10月9日の対広島カープ戦（中日球場）では9回を投げて無安打無得点試合であったが、味方の援護がなく試合が延長にもつれ込み、11回表二死まで無安打を続けたが、11回表二死から拝藤宣雄に初安打を許し、快記録を逃している。1959年には45試合に登板し、20勝11敗、防御率2.07（リーグ4位）をマーク。
その後は故障もあって不調が続き、1961年オフに吉沢岳男らとともに近鉄バファローズに移籍。1962年の近鉄では出番がなく、同年限りで引退した。
引退後は、児玉のファンであった丸八証券社長・中村金一郎の勧めで同社本店営業部員として入社。のち、中村営業所長を務めた。
2024年2月7日に愛知県名古屋市の病院で死去。88歳没。

## 空谷事件

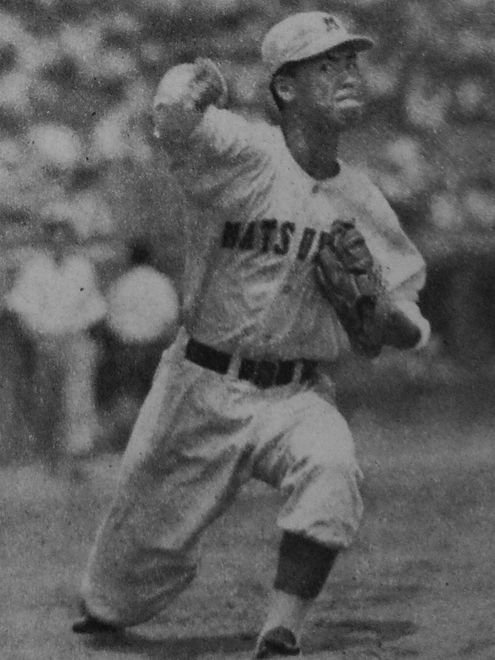
松山商時代

1953年に夏の甲子園優勝投手となった空谷はプロ野球からも高評価を受ける。この時代は後年のようなドラフト制度がなく、国鉄・近鉄を除く11球団が獲得に乗り出したためにどの球団に入団するのか注目された。しかし、空谷自身は「プロの球団ならどこに入団してもいい」という姿勢を見せたことから、まず空谷側が松山商野球部応援会筋と相談、次に空谷側とプロ側が話し合った結果、当時プロでは異例となる入札制により入団先を決めることとなった（現行のポスティングシステムに近い）。
これで各球団は空谷に他球団がいくらの金額を提示するのかで、情報の探りあいとなった。そして、中日が当時としては破格の金額となる200万円を提示した（前年に西鉄入団の中西太が70万円であった）。しかし、直前に南海ホークスが同額の200万を提示する情報が伝わったため、中日は10万上乗せの210万円を提示し、空谷側も同意して中日への入団が決定となった。これについて、松山商業監督の亀井巌と中日スカウトの宮坂達雄が明治大学の同級生で、入札前夜にこのルートで情報が伝わったともされる。一方で、空谷自身は内心では松山商業出身の千葉茂がいる巨人を希望していたという。なお、この年に松山商業からは小川滋夫・菅野寿彦も中日入りしており、空谷が一緒に野球をしたいとして抱き合わせ入団を希望したとの話もある。
しかし、この空谷入団に際しての一連の出来事に関して、松山商業側から高野連に対して何の報告も無かった。これを知った高野連は激怒し、『（高校球児の）進路を決定するに際して、入札制は不健全である』として、松山商業に対して1年間の公式試合禁止処分を下した。

## 詳細情報

### 年度別投手成績
| 年 度     | 球 団     | 登 板 | 先 発 | 完 投 | 完 封 | 無 四 球 | 勝 利 | 敗 戦 | セ 丨 ブ | ホ 丨 ル ド | 勝 率 | 打 者 | 投 球 回 | 被 安 打 | 被 本 塁 打 | 与 四 球 | 敬 遠 | 与 死 球 | 奪 三 振 | 暴 投 | ボ 丨 ク | 失 点 | 自 責 点 | 防 御 率 | W H I P |
| --------- | --------- | ----- | ----- | ----- | ----- | -------- | ----- | ----- | -------- | ----------- | ----- | ----- | -------- | -------- | ----------- | -------- | ----- | -------- | -------- | ----- | -------- | ----- | -------- | -------- | ------- |
| 1954      | 中日      | 28    | 16    | 6     | 1     | 0        | 7     | 4     | --       | --          | .636  | 529   | 129.0    | 91       | 2           | 63       | --    | 3        | 89       | 4     | 0        | 51    | 36       | 2.51     | 1.19    |
| 1955      | 中日      | 21    | 13    | 1     | 1     | 0        | 3     | 6     | --       | --          | .333  | 323   | 74.1     | 66       | 1           | 38       | 0     | 0        | 51       | 5     | 0        | 32    | 26       | 3.12     | 1.40    |
| 1956      | 中日      | 22    | 19    | 10    | 3     | 0        | 11    | 5     | --       | --          | .688  | 569   | 144.0    | 95       | 3           | 54       | 0     | 3        | 101      | 3     | 0        | 38    | 28       | 1.75     | 1.03    |
| 1957      | 中日      | 38    | 31    | 9     | 3     | 0        | 10    | 12    | --       | --          | .455  | 823   | 200.0    | 155      | 8           | 83       | 3     | 4        | 143      | 6     | 0        | 74    | 63       | 2.84     | 1.19    |
| 1958      | 中日      | 31    | 24    | 7     | 2     | 1        | 9     | 9     | --       | --          | .500  | 672   | 166.1    | 124      | 6           | 61       | 3     | 1        | 126      | 8     | 0        | 52    | 41       | 2.21     | 1.11    |
| 1959      | 中日      | 45    | 35    | 15    | 8     | 1        | 20    | 11    | --       | --          | .645  | 1061  | 256.2    | 190      | 19          | 106      | 4     | 1        | 189      | 4     | 0        | 70    | 59       | 2.07     | 1.15    |
| 1960      | 中日      | 22    | 13    | 1     | 0     | 0        | 3     | 9     | --       | --          | .250  | 358   | 81.0     | 84       | 7           | 38       | 1     | 0        | 42       | 5     | 0        | 49    | 41       | 4.56     | 1.51    |
| 1961      | 中日      | 1     | 1     | 0     | 0     | 0        | 0     | 1     | --       | --          | .000  | 3     | 0.1      | 1        | 0           | 1        | 0     | 0        | 0        | 0     | 0        | 2     | 2        | 18.00    | 6.00    |
| 通算：8年 | 通算：8年 | 208   | 152   | 49    | 18    | 2        | 63    | 57    | --       | --          | .525  | 4338  | 1051.2   | 806      | 46          | 444      | 11    | 12       | 741      | 35    | 0        | 368   | 296      | 2.53     | 1.19    |

- 各年度の太字はリーグ最高

### 背番号
- 40（1954年）
- 18（1955年 - 1961年）
- 20（1962年）

### 登録名
- 空谷 泰（そらたに やすし、1954年 - 1957年）
- 児玉 泰（こだま やすし、1958年 - 1962年）